# GSM-R
GSM-R（Global System for Mobile Communications – Railway）是一项用于铁路通信及应用的国际无线通信标准。欧洲铁路交通管理系统的子系统使用GSM-R完成列车和调度中心的通信。该系统基于GSM和EIRENE – MORANE，当速度高达500公里/小时（310英里每小时）时，也不会丢失任何通信。

## 频带

### 中国和南非
GSM-R占用4MHz范围的E-GSM频段(900 MHz-GSM)
- 上行链路：885–889MHz
- 下行链路：930–934MHz

### 性能（中國）
GSM-R業務=GSM移動通信服務+高級語音呼叫業務+鐵路基本業務
```
站內無線通信設備主要性能為:發信機雜抑制比通常要求在60dB以上，組合波抑制比要求在70dB以上，收信機阻塞衰耗應為80dB以上，互調抗擾性應為60dB以上。
```

另外還有無線報警裝置和鐵路工作人員使用的無線通信